# Oldartzen
Oldartzen va ser un col·lectiu polític d'Iparralde d'ideologia abertzale i d'esquerres fundat el 1989.
El 1991 va començar a col·laborar amb l'organització juvenil Patxa; d'aquesta manera, de cara a l'elecció legislativa de l'Estat francès del 1993, ambdues organitzacions van demanar el vot per a la coalició d'Euskal Batasuna i Ezkerreko Mugimendu Abertzalea. El 1994 es va fusionar amb Patxa per crear Herriaren Alde.